# Oscar Clark
Oscar Clark (Atlanta, 20 de febrer de 1989) és un ciclista estatunidenc, professional des del 2010 i actualment a l'equip Holowesko-Citadel Racing Team.

## Palmarès
- 2012
  - Vencedor d'una etapa a la Volta a la Xina I
- 2013
  - Vencedor d'una etapa a la Fletxa del sud
- 2016
  - 1r a The Reading 120
- 2014
  - Vencedor d'una etapa a l'USA Pro Cycling Challenge
- 2015
  - Vencedor d'una etapa al San Dimas Stage Race
- 2016
  - 1r al Cascade Classic i vencedor d'una etapa
  - 1r al Tour d'Alberta
  - Vencedor d'una etapa al Tour de Utah